# Aéroport de Nuevo Chaitén
L'aéroport de Nuevo Chaitén est un aéroport situé dans la province de Palena, au Chili.